# 膜苞垂头菊
膜苞垂头菊（学名：Cremanthodium stenactinium）是菊科垂头菊属的植物，为中国的特有植物。分布于中国大陆的四川等地，生长于海拔3,600米的地区，见于草地、灌丛中及水边，目前尚未由人工引种栽培。